# 血流依存性血管拡張反応
血流依存性血管拡張反応（けつりゅういそんせいけっかんかくちょうはんのう、英: Flow-mediated Dilation (FMD)）とは、血流量の増加により刺激された血管内皮から血管拡張物質亜鉛化窒素が放出され、血管が拡張する反応である。

## FMD検査
上記の反応を動脈硬化度の測定に用いる検査方法。被験者の腕部にカフで5分間完全駆血し、駆血解除後の血流をエコー検査で診断。血管の拡張率を数値化する。拡張率が低いほど動脈硬化の危険度は高いと考えられている。